# Laertes (Hamlet)
Laertes es un personaje de la obra teatral de William Shakespeare, Hamlet. Su nombre fue escogido a partir del padre de Ulises en la Odisea de Homero. Es hijo de Polonio y hermano de Ofelia. El personaje de Laertes se atribuye al propio Shakespeare, ya que no se han encontrado equivalentes en ninguna de las fuentes de la tragedia.

## Papel en la obra
En el primer acto, Laertes aparece advirtiendo a Ofelia sobre los acercamientos amorosos de Hamlet, afirmando que este perdería el deseo por ella y que además era el rey quien debía elegir con quién se casaría el príncipe. Antes de que Laertes vuelva a Francia tras la coronación del rey Claudio, único motivo por el que había regresado a Dinamarca, Polonio, su padre, le aconseja que se comporte.
Durante su ausencia, Hamlet mata a Polonio en la alcoba de Gertrudis. Tras enterarse hacerle el amor de su padre, Laertes vuelve a Dinamarca y encabeza una multitud con el objetivo de tomar el castillo. Se enfrenta al rey por considerarlo responsable de la muerte de su padre. El rey aclara quién fue el verdadero asesino e incita a Laertes a matar a Hamlet para vengar a Polonio.
Cuando Ofelia aparece ya habiendo perdido el juicio, Laertes se lamenta y sostiene que la demencia de su hermana le proporciona un motivo más para vengarse. Más tarde se entera de su muerte. Ofelia había trepado a lo alto de un sauce junto a un arroyo cuando se rompió una rama y ella cayó al agua. Demasiado enajenada como para intentar salvarse, se ahogó. Este acontecimiento fortalece su decisión de matar a Hamlet. En el entierro de su hermana, Laertes pregunta por qué no se está llevando a cabo la ceremonia fúnebre cristiana habitual, y reprende al sacerdote por cuestionar la inocencia de la chica. Salta dentro de su tumba y suplica a los sepultureros que lo entierren con ella. Hamlet, que había estado observando de lejos, se acerca y también salta al interior de la tumba de Ofelia. Cuando Laertes ataca a Hamlet, los presentes se ven obligados a contenerlos para evitar una pelea.
En la siguiente escena, el rey Claudio organiza un duelo de esgrima entre Hamlet y Laertes. Este último utiliza una espada con punta y además impregnada de veneno en lugar de una espada de punta roma. A modo de plan de emergencia, el rey prepara una copa con veneno. Antes de que comience el duelo, Hamlet pide perdón públicamente a Laertes por los males que le ha causado. Laertes dice aceptar las disculpas, pero sigue adelante con la confabulación (aunque expresa remordimientos cuando Gertrudis bebe de la copa envenenada). Finalmente hiere a Hamlet. Después, durante un forcejeo, los dos contendientes intercambian las espadas y Hamlet acierta a Laertes con su propia arma rociada de veneno, por lo que también cae.  Solo en este punto de la obra muestra verdaderos sentimientos de culpa, pues asegura a Osric que ha «muerto justamente» por su propia traición. Agonizante, Laertes confiesa la verdad y revela que todo el plan fue obra de Claudio. Tras esto, Claudio muere a manos de Hamlet. Laertes pide perdón a Hamlet, absolviéndolo tanto de la muerte de su padre como de la suya propia si Hamlet accede a exculparle de la suya. Hamlet acepta y muere poco después que Laertes.
La forma en que otros personajes ven a Laertes varía considerablemente. Polonio se siente en la necesidad de enviar a un sirviente a Francia para espiar a su hijo y así comprobar si se está comportando adecuadamente. Ofelia le dice que no sea hipócrita, ya que este le aconseja que no se deje llevar con Hamlet mientras que él mismo presenta una conducta amoral en Francia. En un principio Hamlet se muestra confuso por el odio que siente Laertes hacia él, pero más tarde admite que ve su propia causa reflejada en las acciones del hijo de Polonio.

## Representación en otros medios
Laertes es interpretado a menudo por actores de apariencia modesta en pantalla con el objetivo de dotar de lealtad e integridad al personaje. Los actores que han encarnado a Laertes son Terence Morgan (1948), Nicholas Jones (1970), Nathaniel Parker (1990), Hugh Bonneville (1992, RSC Production), Michael Maloney (1996), Liev Schreiber (2000), Tanner Spear (2008), Edward Bennett (2009, RSC Production) y Kobna Holdbrook-Smith (2015, Barbican).
- Datos: Q2471533
- Multimedia: Laertes (Hamlet) / Q2471533